# Зріст людини

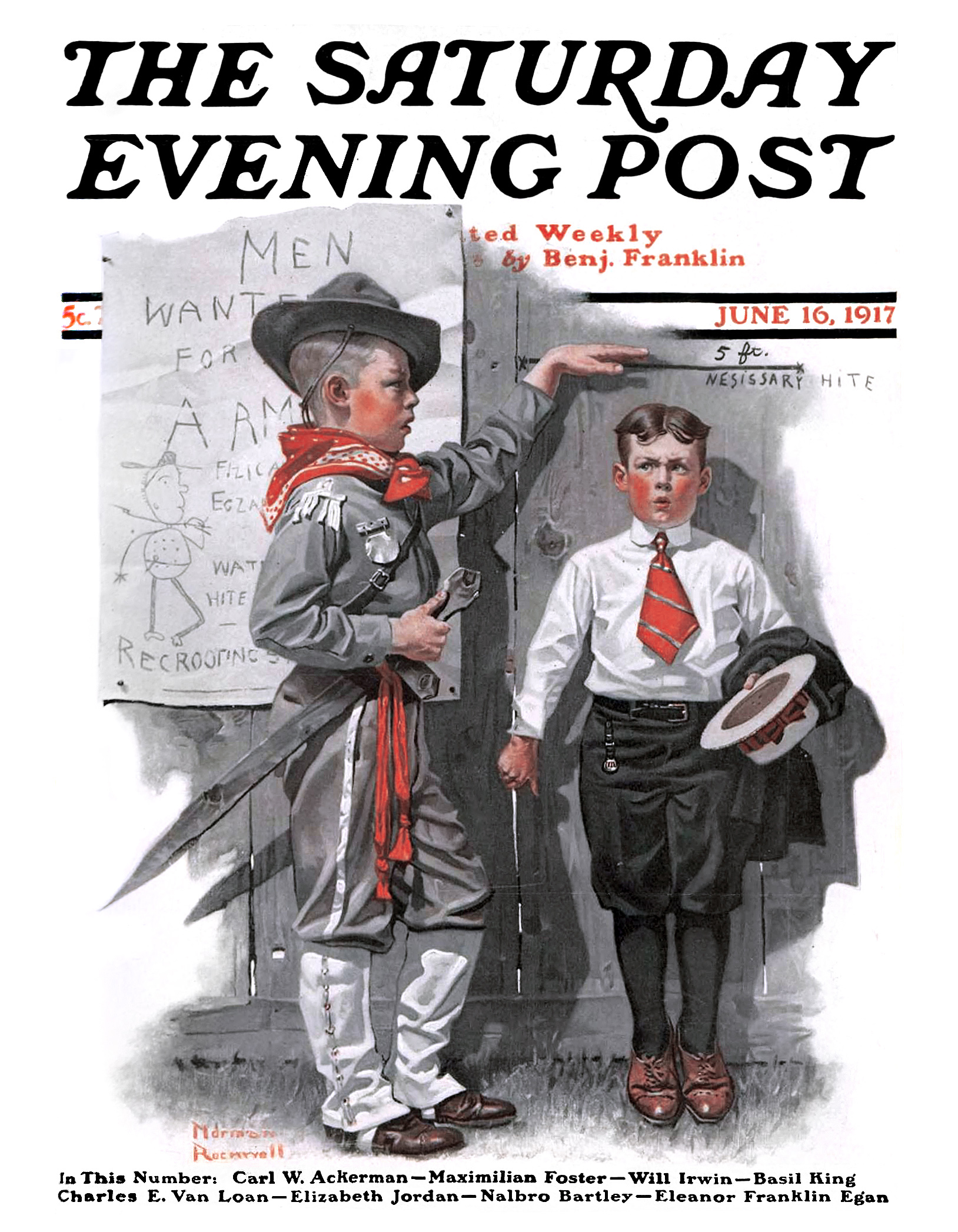
Ілюстрація Необхідний зріст Нормана Роквелла для Saturday Evening Post 1917 року

Зріст людини, або довжина тіла людини — відстань від верхівкової точки голови до площини стоп. В антропології ріст є однією із загальних антропометричних ознак. Входить в список показників фізичного розвитку людини. На зріст людини впливають спадковість та, що не менш важливо, умови довкілля. До спадкових факторів належать стать, вік, заданий генетично розвиток тіла, спадкові хвороби та інше. До факторів довкілля належать склад повітря, що вдихає людина, склад вживаних харчових продуктів, стресові умови, якість сну, тривалі силові навантаження, хвороби, інтенсивність сонячного випромінювання і багато іншого. Так, наприклад, середній зріст китайців-містян — 165 см (у чоловіків) і 155 см (у жінок).
За даними всесвітньої спільноти вчених-медиків «NCD Risk Factor Collaboration» (NCD-RisC), на 2014 рік, найвищий середній зріст у світі у голландських чоловіків: 182,5 см і латиських жінок: 169,8 см. Найнижчими є, на 2014 рік, чоловіки Тимор-Лешті із середнім зростом 159,8 см і гватемальські жінки: 149,4 см. За останнє сторіччя найбільше зросли південнокорейські жінки (понад 20 см) і іранські чоловіки (16,5 см).

## Процес зростання
За ріст людини відповідає соматотропний гормон або гормон росту. Гормоном росту він називається тому, що у дітей і підлітків, а також молодих людей, в яких ще не закрилися зони росту в кістках, він викликає прискорення лінійного (в довжину) росту, в основному внаслідок росту довгих трубчастих кісток кінцівок. Секреція соматотропіну поступово знижується з віком. Вона мінімальна у літніх і старих, максимальна у підлітків в період інтенсивного лінійного росту і статевого дозрівання.
У дорослих патологічне підвищення рівня соматотропіну або тривале введення екзогенного соматотропіну в дозах, характерних для організму, що зростає, призводить до потовщення кісток і огрубіння рис обличчя, збільшення розмірів язика — так званої акромегалоїдної будови скелета.
Загалом людство поступово «росте». Якщо 50 років тому середній зріст дорослих був 160 сантиметрів, то зараз на 5 сантиметрів більше. Приблизно на кілограм збільшилася в середньому і його маса. В підлітків зміни ще помітніші. Середній зріст сучасного підлітка на 3-5 сантиметрів вище, ніж у його однолітка 1930-х років.
Епохальна зміна зросту людини називається акселерація. Наприклад, неандертальці були нижче за сучасну людину (155—165 см), але кроманьйонці майже не відрізнялися зростом від неї (175—180 см). Приблизно такий же зріст мали жителі Давнього Єгипту і представники крито-мінойської цивілізації. В епоху Середньовіччя зріст людини почав знижуватися. Але за останні 100 років довжина тіла людини знову різко збільшилася.
Збільшення зросту протягом XIX і XX століть, скоріш за все, було пов'язано з технічним прогресом в сільськогосподарській сфері. Стрибок продуктивності вплинув і на виробництво продуктів, що містять протеїн, що своєю чергою позначилося на процесі росту й середній довжині людського тіла. У деяких країнах збільшення середнього зросту відбувалося повільніше, зокрема через харчові табу (наприклад, відмова від свинини або м'яса в цілому з релігійних причин) або через звичну низькопротеїнову дієту (наприклад, в Японії).

## Способи збільшення зросту
Збільшення зросту людини може здійснюватися двома шляхами — хірургічним і фізіологічним.
Хірургічний метод передбачає оперативне втручання в організм людини. При такому втручанні кістки гомілок або стегон розсікаються, після чого сегмент, що оперується, подовжують за допомогою апарату Ілізарова, який дозволяє виконувати поздовжнє збільшення кісткової тканини в середньому на 1 мм на добу. Зараз існує декілька спеціалізованих центрів, що виконують подібні операції. Хірургічний метод показує хороші результати практично в будь-якому віці. Однак він має багато недоліків: терміни реабілітації після операції складають близько року, є ризик різних ускладнень. Головною проблемою є те, що при такому підході людина стає непропорційною, тому що подовжуються тільки її ноги. Хоча цей спосіб дозволяє проводити корекцію зросту при різних захворюваннях, коли спочатку є диспропорція довжин сегментів кінцівки та тулуба — хвороба Ольє, ахондроплазія, гіпохондроплазія і т. д.
Для подовження тулуба існують тракційні тренажери для хребта, які можна використовувати в домашніх умовах. Цей спосіб не вимагає матеріальних витрат, і не є безпечнішим, ніж операція. Якщо використовувати й цей метод після вищезгаданого, можна досягти ще вищих показників зросту.
Фізіологічний метод базується на природній здатності зон зростання збільшувати поздовжній розмір кісток скелета. Найбільше збільшення відбувається через вплив соматотропного гормону на зони росту. Із завершенням періоду статевого дозрівання зони росту пригнічуються впливом гормону тестостерону. Фізіологічний метод збільшення заснований на комплексі різних впливів на зони росту: спеціальні фізичні вправи (висіння на турніку, витягування, прогини), особливий раціон, біологічні добавки до їжі, спеціальний режим дня. Цей метод вимагає великих витрат часу і, в порівнянні з хірургічним, є менш ефективним. Однак даний метод є кращим, тому що він не заважає вести повсякденну діяльність, не викликає небезпечні ускладнення й стимулює людину до здорового способу життя. Після завершення природного формування і зростання скелета (20-30 років) застосування гормонів росту (щитоподібної залози, надниркових залоз, гіпофіза) може привести до непропорційного зростання окремих частин тіла.

## Рекорди

### Маленький зріст
- Найменший середній зріст в континентальній Євразії спостерігається у кетів (єнісейских остяків), — народності, що живе на берегах Єнісею, — 140 сантиметрів.
- У червні 1936 року в центральному Китаї була виявлене село, заселене популяцією з 800 чоловіків і жінок, зріст яких не перевищував 120 см.
- Найнижчим народом, який коли-небудь жив на землі було це плем'я онге з Андаманських островів в Індійському океані. До кінця XX століття з цього народу дожило близько сотні чоловік. У жовтні 1970 року на бразильсько-перуанському кордоні було знайдено плем'я, члени якого ще нижчі на зріст — жоден з них не перевищує 105 см.
- За деякими даними найменшими ліліпутами[ru] вважаються Хуан де ля Крус (його зріст становить 48 сантиметрів) та індус Галь Мухаммед (15 лютого 1957 — червень 2008). За результатами обстеження, проведеного 19 липня 1990 року, його зріст становив 57 см при вазі 17 кг.
- Найменшою жінкою була Полін Мастерс, відома як Принцеса Полін. Вона народилася 26 лютого 1876 року в Оссендрехті, Нідерланди. При народженні її зріст становив 30 см. До дев'яти років вона доросла до 55 см при вазі в 15 кг.
- Талановиті та здібні карлики дивували своїх сучасників. Наприклад, всебічно розвинений, артистичний Гібсон, придворний художник короля Англії Карла II та Дукорнет, теж художник, до того ж безрукий. Лорд Гей, що представляє дворян з Саксессу в Британському парламенті, а також голландець Мінхеер Вибранд Лолкес, один з найвідоміших годинникарів свого часу. До них належить і Олександр Поуп, видатний англійський поет XVIII століття. Його колегою по перу у Франції був Антуан Годо, репутація якого була така висока, що він став близьким другом кардинала Рішельє.
- Деякі карлики прославилися у військовій справі. Король Швеції Густав Адольф, наприклад, мав у своїй армії цілий полк солдатів-карликів.
- Карлики майже завжди мають дітей нормального зросту, навіть якщо обоє батьків — карлики.[4]
- Найнижчою парою молодят були аж ніяк не «генерал і місис Том Хлопчик-розміром-з-Пальчик» — Чарльз і Літвінія Страттон з шоу П. Т. Барнума. Нею є бразильська пара — Дугласу Мейстру Брейгеру де Сільва і Клодія Перейрі Роча, які одружилися 26 жовтня 1998 року. Їхній зріст становив 89 і 91 сантиметр відповідно.

### Великий зріст
- Високий зріст ще не є ознакою гігантизму, важкої хвороби, зумовленої надмірним виробленням соматотропного гормону. Здорові люди з гігантським зростом (200 см і більше) відрізняються від людей середнього зросту лише висотою. А люди, хворі на гігантизм, відрізняються ще й пропорціями.
- Найвищою людиною, про яку є перевірене свідчення, був Роберт Першинг Вадлов, що народився в 1918 році в Олтоні, США. Коли 27 червня 1940 роки йому вимірювали зріст, він дорівнював 2,72 м при розмаху рук 2,88 м. Його максимальна зареєстрована вага сягала 223 кг.
- Леонід Стадник, який народився в 1971 році, у 2007-му був зареєстрований в «Книзі рекордів Гіннесса» як найвища людина на Землі. Ріст Стадника — 257 см. Він на 21 сантиметр вище володаря попереднього рекорду китайця Бао Сішуня[ru]. Згодом Стадник відмовився від офіційних вимірювань, які, згідно з новими правилами, повинні були проводитися самими представниками Книги рекордів Гіннесса. Леонід пояснив це тим, що не бажає славитись завдяки своєму зросту. До останнього вимірювання його зріст збільшувався в середньому на 1-1,5 см в рік. В результаті титул повернули Бао Сішуню. У 2009 році титул перейшов до турка Султана Кьосену, який має зріст 251 см.
- Сенді Аллен, 1955 року народження з США — 2,32 м. Вона важила 210 кг і носила 50-й розмір взуття. Знялася у фільмі «Казанова Федеріко Фелліні».
- Зріст Анни Хенен Суон з Канади складав 2,27 м. 18 червня 1998 вона вийшла заміж за Мартіна ван Бюрен Бейтса з Вайтсбергу, штат Кентуккі, США, зріст якого був 2,20 м. Згідно з Книгою рекордів Гіннеса, вони склали найвищу у світі подружню пару. Однак раніше було подружжя, чий загальний заявлений зріст був більше. Федір Махнов[ru] і Єфросинія Лебедєва (215 см) цілком могли бути вище. Швидше за все, вище були й Мартен Бейтс (231 см) з Анною Сван (242 см). У останніх народилися найвищі зареєстровані діти.

- Найвищою жінкою вважається Трейнтьє Кеевер.

### Зміни зросту
- Через поліпшення якості життя люди стають все вище і вище. За останні 200 років чоловіки виросли приблизно на 10 см, а жінки — на 9,1-9,4 см. Це явище спостерігається практично у всіх розвинених країнах. Збільшення росту спричинене індустріалізацією, поліпшенням умов життя, якісним харчуванням (збільшенням кількості протеїнів і т. д.), кращим медичним доглядом (завдяки щепленням діти рідше переносять захворювання, що затримують ріст), гігієною і санітарією (завдяки яким зменшується захворюваність), а також зниженням кількості людей, що виконують важку фізичну роботу в дитячі роки.[4]
- Протягом дня зріст людини змінюється в середньому на 1-2 см (при навантаженнях — на 3 см і більше). Найбільший зріст буде відразу після сну. Протягом дня (при переважно вертикальному положенні тулуба) міжхребетні диски осідають, а за ніч вони відновлюють первісну висоту.

Для отримання точного результату зросту (як і вага людини), він повинен вимірюватися вранці.
- У космонавтів при довготривалому перебуванні в невагомості зріст збільшується на 5-8 сантиметрів. Однак це досить небезпечно, оскільки хребет втрачає міцність. Після повернення на Землю зріст поступово повертається до колишньої величини.

### Інше
- При вимірі зросту потрібно, щоб людина доторкалася підлоги обома п'ятами. Якщо людина буде стояти на одній нозі, зріст зможе витягнутися приблизно на 1 см вище.

## Середні вікові зміни зросту
Людина росте нерівномірно. Швидше за все довжина людського тіла збільшується у внутрішньоутробному періоді. При народженні зріст хлопчиків в середньому досягає 51,5 см, дівчаток — 51 см. Потім ріст сповільнюється. У перший рік життя дитина виростає в середньому на 24 см, в другій і третій — на 10 см в рік, з 3 до 7 років — на 6-6,5 см. У період статевого дозрівання в середньому збільшення зросту становить 5-7 см на рік. Оскільки у дівчаток статеве дозрівання починається раніше, вони в цей період обганяють хлопчиків за зростом, але після 14 років хлопчики наздоганяють і стають вищими за своїх ровесниць.
Збільшення зросту в чоловіків завершується в середньому в 18-20 років, у жінок — в 16-18.